# Tállyai Róth Miklós
Tállyai Róth Miklós, 1934-ig Róth (Tállya, 1884. október 29. – Budapest, Józsefváros, 1944. április 12.) orvos, belgyógyász, tüdőgyógyász.

## Élete
Róth Antal Jakab szántó és Glatter Róza (1863–1940) gyermekeként született zsidó családban. Tanulmányait Budapesten és Berlinben végezte. Orvosi oklevelét 1908-ban a Budapesti Tudományegyetemen szerezte meg. 1908 és 1913 között tanársegéd volt az I. számú Belgyógyászati Klinikán, később egyetemi adjunktus a III. számú Belgyógyászati Klinikán Korányi Sándor mellett. 1918-tól 1923-ig az Országos Hadigondozó Hivatal Rózsahegyi Gyógyintézetét vezette, illetve miniszteri biztosa volt. Magántanári képesítését származása miatt megakadályozták. 1923 és 1944 között a Weiss Manfréd Szanatórium igazgató főorvosa volt. Tevékenyen részt vett a gyermektuberkulózis elleni küzdelemben és a tüdőbetegségek kemoterápiás kezelésével, légzési anyagcsere-vizsgálatokkal foglalkozott. Az 1944. március 19-i német megszállást követően tartva a fasiszta meghurcolástól öngyilkos lett.
Felesége György Erzsébet (1895–1929) volt, György A. Mór és Lederer Terézia lánya, akit 1924. október 29-én Budapesten vett nőül. Házassági tanúja Korányi Sándor volt.
A Fiumei úti sírkertben nyugszik.

## Főbb művei
- Belbetegségek, gümőkóros megbetegedések (Budapest, 1908)
- A tüdőtuberculosis megjelenési formái és prognosisa (Budapest, 1930)